# Elharveya visicularioides
Elharveya visicularioides är en bladmossart som beskrevs av H. Crum 1986. Elharveya visicularioides ingår i släktet Elharveya och familjen Hookeriaceae. Inga underarter finns listade i Catalogue of Life.